# Charles Erskine (1716-1749)
Charles Erskine, né le 21 octobre 1716 et mort le 25 juin 1749, est un avocat et homme politique écossais. Il siège à la Chambre des communes de Grande-Bretagne de 1747 à 1749. 

## Biographie
Fils aîné de Charles Erskine (Lord Tinwald), il fait ses études à Corpus Christi, Cambridge et au Middle Temple, où il est admis au barreau en 1739. Il est appelé au Lincoln's Inn en 1743.  
Aux Élections générales britanniques de 1747, il est élu sous le patronage d'Archibald Campbell (3e duc d'Argyll) comme député d'Ayr Burghs.  Cependant, il meurt deux ans plus tard, à l'âge de 32 ans.  
Son frère cadet est James Erskine, Lord Alva . 